# بخش اربرگ
بخش اربرگ یکی از بخشهای کانتون برن  در کشور سوئیس است.